# エバーライフ
エバーライフとは、
1. 福岡市中央区天神にある中小健康食品・医薬部外品メーカーで、各媒体（TV・新聞広告・新聞折込み・ネット）を利用して通信販売を行う会社。
2. 奈良県天理市にある介護サービス会社・株式会社ライフエールの運営する介護有料老人ホーム。
3. 大阪市北区に本社を置く、京阪エリアで分譲戸建を供給する不動産会社。

当項では、1について詳述する。
株式会社エバーライフは、健康食品の通信販売業を行う企業。本社は福岡県福岡市中央区天神2丁目に所在。
2012年12月17日、韓国生活用品大手のLG生活健康が、同社の全株式を取得する契約を結んだと明らかにした。取得総額は3300億ウォン（約258億円）
エバーライフは、相談員が電話をかけて顧客を発掘、販売する手法をメインとしている。

## 主要商品
- 『皇潤』
- 『美・皇潤』
- 『飲みごたえ野菜青汁』
- 『美・皇潤パーフェクト クッションコンパクト』
- 『艶肌美人メイク艶 クッションコンパクト』

## 提供番組
現在
現在は提供番組はなし。
過去
- パネルクイズ アタック25（朝日放送、2010年1月頃から9月までと2011年4月からの番組スポンサー）
- 大人の山歩き〜自分に出会える百名山〜（テレビ朝日、2012年10月 - 2013年9月、一社提供）
- 情報プレゼンター とくダネ!（フジテレビ、2019年10月 - 2021年3月）
- めざまし8（フジテレビ､2021年4月 - 2022年3月）[注 1]

## CM出演者
皇潤
- 伊奈かっぺい（東北限定）
- 島田洋七（皇潤親善大使）
- 釈由美子
- 正司歌江（単独出演、照枝・花江とかしまし娘としての共演、舞台でWAHAHA本舗の梅垣義明と「皇潤飲もう」と言う）
- 三國連太郎
- 八千草薫（CM中に皇潤数え歌というCMソングを歌っている。また、三國連太郎と共演するCMもある）
- 倍賞千恵子
- 西田敏行（三國連太郎と共演）
- 横田真一
- 桑原和男（吉本新喜劇歴代座長の1人。実際に桑原和子というキャラクターで登場し、エキストラ出演者をコケさせるボケネタも披露。中四国・関西（※TVOが中心）・東海限定）
- 藤田まこと
- ダニエレ・マッサーロ（元プロサッカー選手、現：セリエA・ACミラン広報担当）
- 遠藤友則（ACミランの専属トレーナー）
- 鈴木誠（競輪選手）
- 田中誠（アビスパ福岡。エバーライフがユニフォームスポンサーを務めている）
- 久藤清一（アビスパ福岡。同上）
- 鷺谷華恵（華道家、国際芸術協会名誉会長、鎌倉国際華道協会会長）
- 古賀博之（大相撲・元大関魁皇、現・浅香山親方）
- 加山雄三
- 柳生博
- 仲田幸子
- 髙坂峰子（元女子プロ野球選手）
- 槇大輔（オペレーターが皇潤を説明するCMのナレーション）

エバー米（ライス）
- 釈由美子
- 神田うの

美・皇潤
- 田村正和
- 神田うの
- 内田有紀

鮫肝海王
- 松方弘樹